# Processo de democratização do Esporte Clube Bahia
O Processo de democratização do Esporte Clube Bahia foi um período compreendido principalmente entre 6 de dezembro de 2011, data da primeira intervenção judicial no clube, e 7 de setembro de 2013, data da eleição do primeiro presidente escolhido pelo voto dos torcedores, Fernando Schimidt.

## Primeira intervenção

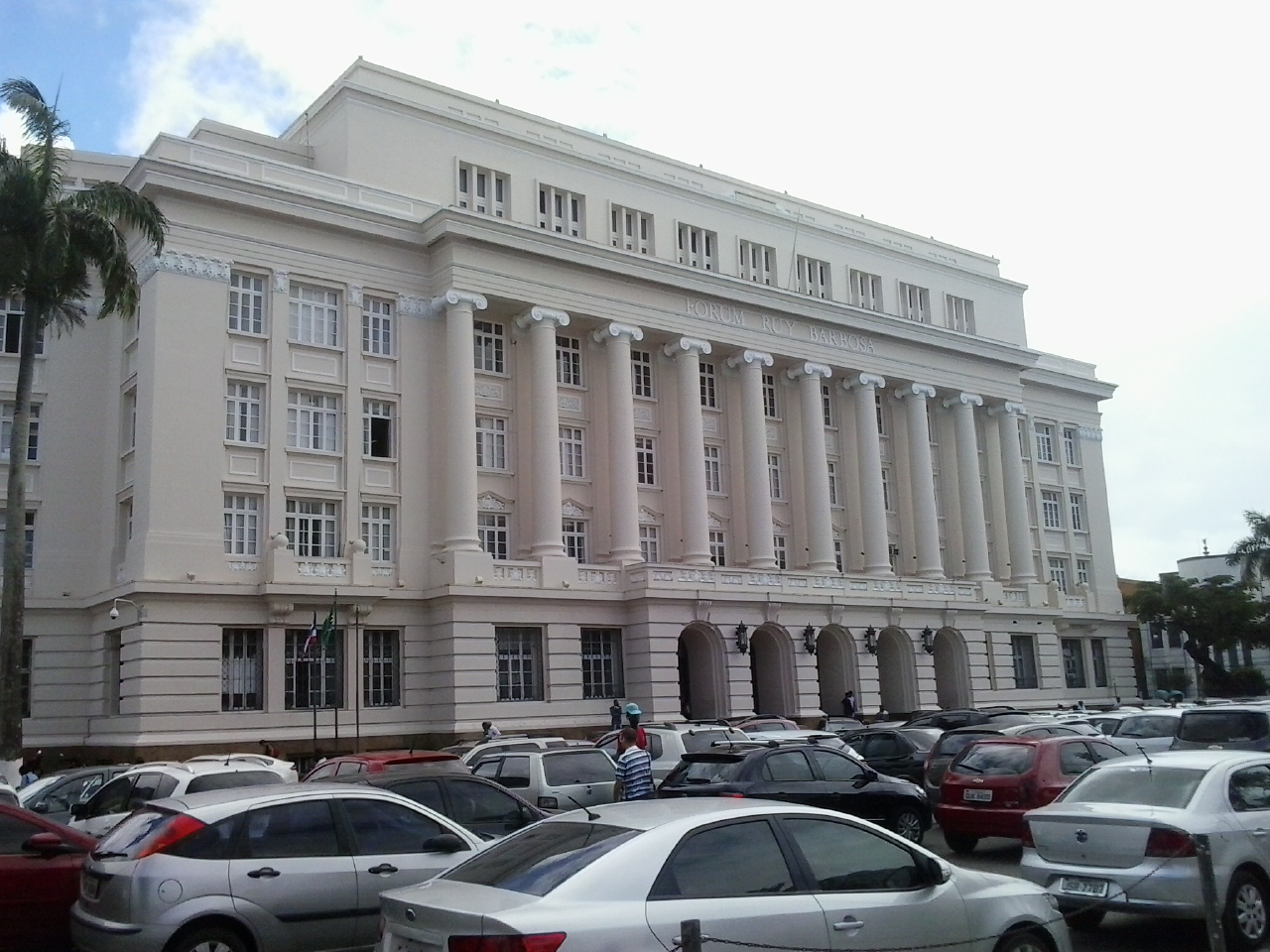
Fórum Ruy Barbosa, do TJ-Ba, palco de diversos confrontos entre situação e oposição

No dia 5 de dezembro de 2011, o advogado Pedro Barachísio Lisboa ajuizou ação assinada pelo sócio Jorge Maia. No dia seguinte veio o primeiro pedido de intervenção judicial no clube, contra o então presidente Marcelo Guimarães Filho. O pedido foi feito no momento em que Guimarães Filho tentava à reeleição ao cargo. Até então, o presidente do EC Bahia era escolhido por votação do conselho deliberativo do clube, formado por 300 sócios, escolhidos, em sua maioria, pelo próprio presidente da instituição, e cujo banco de informações era considerado "problemático", existindo ainda dificuldade em provar quem de fato era sócio adimplente ou não.
A primeira intervenção ao clube foi expedida pelo juiz Paulo Albiani, da 28ª vara cívil de Salvador, e nomeava o advogado e professor da Universidade Federal da Bahia, Carlos Rátis, como interventor no time.  Contudo, a primeira intervenção durou poucas horas. Na noite do dia 7 de dezembro, a defesa de Marcelo Guimarães Filho recorreu e conseguiu suspender a decisão interventiva. Nos dias seguintes, Guimarães Filho seria reeleito presidente do clube e tomaria posse para seu segundo mandato.

## Segunda Intervenção
Em março de 2012 se deu uma nova controvérsia. Após pressão da torcida por mais transparência e profissionalismo, o clube divulgou o nome de seus conselheiros. Até então, não havia uma lista pública que indicasse quem eram essas pessoas. Na lista constavam muitos nomes de pessoas ligadas ao presidente reeleito e a antigas gestões, ao mesmo tempo que omitia nomes tradicionais da oposição, o que levantava dúvidas sobre a possibilidade de um conselho assim servir como instrumento fiscalizador.
A impressa local repercutiu a questão,  e no dia 13 de março, dias antes de um clássico Ba-Vi, foi decretada a segunda intervenção no Esporte Clube Bahia, sendo novamente o advogado Carlos Rátis o interventor. Entretanto, assim como na primeira ocasião, a segunda intervenção judicial não durou muito, e ao fim do quarto dia Guimarães Filho retornaria ao comando do time, a tempo de ver, em 18 de março, o Bahia ser derrotado para seu rival, o EC Vitória, por 3x2. As coisas permaneceriam sem muitas mudanças no time até o ano seguinte.

## O "5x1"

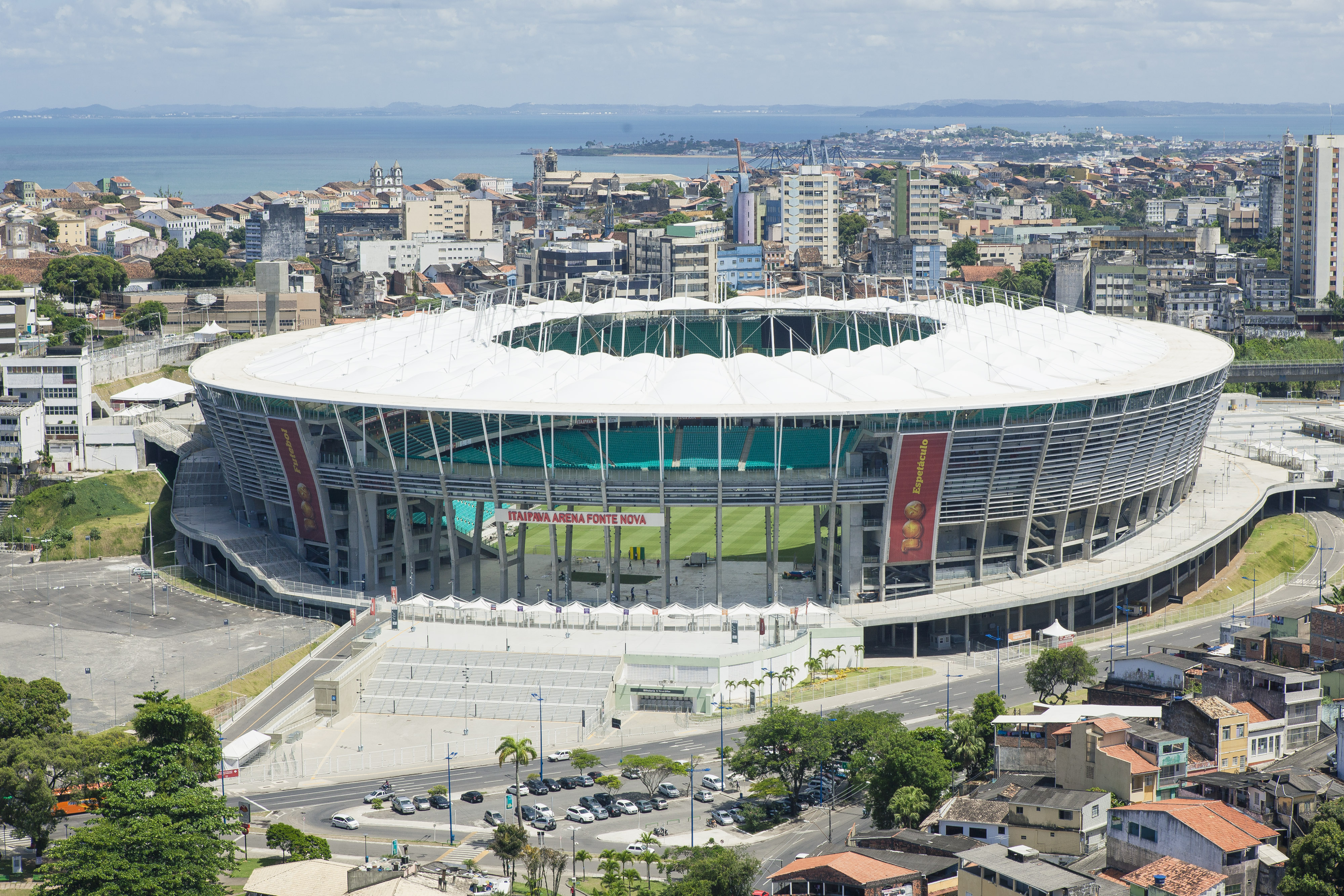
Arena Fonte Nova, onde o Bahia costuma mandar seus jogos

Com um início de temporada ruim em 2013, o Bahia fez um novo clássico Ba-Vi, pelo Campeonato Baiano, na esperança de que pudesse retornar de volta aos trilhos. Além do clássico mais importante do futebol baiano, seria também a partida de reinauguração da Arena Fonte Nova, após reforma para Copa do Mundo de 2014. Pouco mais de 37 mil torcedores estavam na Arena, para ver o Bahia ser derrotado por 5x1 para seu grande rival. A goleada reacendeu a insatisfação da torcida com o time e, principalmente, com a direção.
O descontentamento deu origem a alguns movimentos de torcedores, incluindo o Bahia da Torcida, liderado pelo publicitário Sidônio Palmeira, e energia a outros já existentes, como a Nova Ordem Tricolor. A organização da torcida atraiu o apoio de nomes como o prefeito de Salvador ACM Neto, o governador Rui Costa, o jornalista Juca Kfouri, o ídolo tricolor Bobô e diversas outras personalidades relevantes. A pressão por uma nova intervenção era grande, e um novo julgamento foi marcado. Para sua defesa, Guimarães Filho contratou o criminalista Antônio Carlos de Almeida Castro, conhecido como "Kakay", que conseguiu adiar a audiência de 11 de junho para 9 de julho.

## Terceira Intervenção
No dia 9 de julho de 2013, por unanimidade, o Tribunal de Justiça da Bahia decidiu pela volta da intervenção no clube. O presidente Marcelo Guimarães Filho, assim como o conselho do time, foi dissolvido  e Rátis, outra vez, assumiria como interventor no clube.  No processo de reorganização foi encontrada a lista de sócios do time, que contava com cerca de 17 mil nomes, contudo muitos estavam inadimplentes ou falecidos. Foi feito um processo de ajuste no cadastramento do sócios, que chegou ao resultado final de cerca 1300 membros, sendo apenas cerca de 300 sócios pagantes. Dias depois o clube fez uma campanha de filiação, que contou com adesão da torcida, atingindo em 24 horas cerca de 10 mil novos sócios.
O processo de intervenção continuou, e, em agosto, apontou a existência de possíveis irregularidades na folha de pagamento do EC Bahia: membros do conselho apareciam como recebedores de salário, o que violava o estatuto. No dia 17 de agosto foi convocada assembleia de sócios com o objetivo de alterar o estatuto do time. Em "Um Grito de Liberdade" a jornalista Fernanda Varela cita os principais pontos:
- Ficha limpa: ninguém poderia ser candidato à presidência ou a cargo de conselheiro se possuísse condenação judicial;
- Eleição direta: sócios elegem diretamente o presidente, que teria de se dedicar integralmente ao cargo e salário estipulado pelo Conselho Deliberativo;
- Redução do Conselho: de 300 para 100 componentes, e sua eleição seria proporcional aos votos recebidos por cada chapa;
- Maioridade eleitoral: a idade mínima para votar seria reduzida de 18 para 16 anos. A idade mínima para associação também seria reduzida de 18 para zero ano;
- Mandato-tampão: o presidente eleito durante a intervenção comandaria o clube até dezembro de 2014 e não poderia se reeleger.

A alteração foi aceita por cerca de 99% dos votantes. Em seguida foi anunciada a data da primeira eleição para presidente do clube: 7 de setembro do mesmo ano. Com suporte do TRE, as eleições aconteceram sem grandes imprevistos. Ao final, com cerca de 2/3 dos votos e 72 dos 100 conselheiros , Fernando Schimidt foi eleito presidente do Esporte Clube Bahia.